# Louis Cardiet
Louis Cardiet, né le 20 juin 1943 à Quimperlé (Finistère) et mort le 28 avril 2020 à Lorient (Morbihan), est un footballeur français. 
Il a joué arrière latéral et fait l'essentiel de sa carrière au Stade rennais UC avec lequel il a remporté deux Coupes de France en 1965 et 1971.

## Biographie

### Stade rennais FC
Louis Cardiet est né à Quimperlé dans le Finistère le 20 juin 1943. Il a joué un total de 328 matches avec le Stade rennais UC et a remporté deux trophées de la Coupe de France en 1965 contre Sedan et en 1971 contre l'Olympique lyonnais. Il est le quatrième joueur ayant disputé le plus de matches sous le maillot Rouge et Noir. C'est le seul et unique joueur rennais à avoir remporté les deux finales de Coupe de France. Il était par ailleurs le capitaine de l'équipe lors du deuxième succès rennais. Louis Cardiet compte au total six sélections en Équipe de France.

### Paris Saint-Germain
Avec l'équipe du Paris Saint-Germain, il permet au club d'accéder à la Division 1 en passant par les barrages face à Valenciennes en juin 1974. Il a joué au total 88 rencontres avec le club de la capitale soit plus de 40 matches par saison. Louis Cardiet est honoré par le club au Parc des Princes le 12 septembre 2016. 
Sur son site, le PSG « présente ses condoléances à sa famille et à ses proches. ».

### Décès
Louis Cardiet s'éteint à l'âge de 76 ans le 28 avril 2020. 
Sur son site, le SRFC « présente ses plus sincères condoléances à la famille de Louis Cardiet et son entourage. « Loulou » Cardiet laisse une immense empreinte au Stade rennais F.C. Repose en paix Louis, et merci pour tout ce que tu as apporté. Kenavo ! »

## Carrière de joueur
- 1963-1973 : Stade rennais UC
- 1973-Janvier 1976 : Paris SG
- Janvier 1976-1978 : US Berné[5]

## Palmarès
- International A de 1965 à 1967 (6 sélections)[6].
- Vainqueur de la Coupe de France 1965 et 1971 (avec le Stade rennais UC).